# Маркус Хендрік Овермарс
У збірній Нідерландів грав футболіст зі схожим ім'ям, див. Марк Овермарс
Маркус Хендрік Овермарс (нар. 29 вересня 1958, Зейст, Нідерланди) — нідерландський вчений, відомий своїм конструктором ігор Game Maker, що дозволяє людям створювати комп'ютерні ігри із використанням зручного інтерфейсу.
Овермарс очолює Центр геометрії, зображень і віртуальних середовищ Утрехтського університету в Нідерландах, який концентрує увагу на обчислювальній геометрії та її застосуванні в таких областях як комп'ютерна графіка, геоінформаційні системи, робототехніка, мультимедіа, робота з зображеннями, віртуальні середовища гри.
Овермарс вперше розробив імовірнісний метод дорожніх карт в 1992 році, який пізніше був розвинений Кавракі й Латомбом в 1994 році. Їх спільний документ «Імовірнісні дорожні карти для планування шляху в багатовимірних просторах конфігурації» вважається одним з найвпливовіших досліджень у плануванні руху та широко цитувався.
Овермарс здобув ступінь доктора з філософії в 1983 році в Утрехтському університеті під керівництвом Яна ван Ліувен, і з того часу працює в цьому ж університеті. Він опублікував понад 100 журнальних статей, в основному з обчислювальної геометрії, і кілька книг.

## Книги
- Овермарс М. Х. (1983). Дизайн динамічних структур даних. Курс лекцій з обчислювальної техніки. Springer-Verlag. ISBN 0-387-12330-X.
- Де Берг М., ван Кревельд М., Овермарс М. Х., Шварцкопф О. (2000) Обчислювальна геометрія, алгоритми та програми (2-е изд. ). Springer-Verlag. ISBN 3-540-65620-0.